# Arturo Rodas
Arturo Rodas (Quito, 3 marzo 1954) è un compositore ecuadoriano.

## Biografia
Ha studiato musica con Patricio Pizarro e Gerardo Guevara al Conservatorio di Quito e successivamente con Ginette Keller et Yoshihisa Taira alla Scuola Normale di Musica di Parigi. Allo stesso tempo ha studiato con Mesías Maiguashca al CERM de Metz. Ha anche studiato al Conservatorio e all'IRCAM di Parigi.
Ha partecipato ad un curso di Luciano Berio al Centre Acanthes di Aix-en Provence (Francia, estate del 1983). Ha ricevuto una borsa di studio dal governo francese e una borsa dall'UNESCO.
Dopo di cinque anni di studio in Francia si è laureato in composizione, contrappunto, analisi e strumentazione.  Poi è ritornato a Quito dove ha insegnato la composizione al Conservatorio nazionale di Musica di Quito.  Allo stesso tempo, ha lavorato come critico musicale e, per tre anni, è stato redattore capo della rivista musicale Opus (Banca Centrale dell'Ecuador).
Nel suo paese Arturo Rodas è  uno dei più innovatori e "più notevoli compositori della sua generazione"  Ha vissuto a Quito, Parigi, Panama, Roma e Cuenca.  Ha insegnato composizione e musica elettroacustica anche all'Università di Cuenca-Ecuador e in molte scuole di Inghilterra dove abita da 20 anni.

## Opere

### Composizioni
| Anno | Opere | Tipo di opere                           |
| ---- | --- | --------------------------------------- |
| 1981 | Entropía per orchestra | Musica orchestrale                      |
| 1983 | Andino III per flauto | Musica solista (flauto)                 |
| 1984 | Arcaica concerto per percussione e orchestra | Musica orchestral                       |
| 1984 | Mordente quartetto di clarinetti | Musica strumentale                      |
| 1985 | Clímax orchestra | Musica orchestrale                      |
| 1985 | Espacios Invertidos per percussione | Musica solista (percussione)            |
| 1985 | Ramificaciones Temporales, per clarinette e arti visive - obra solista scritta per la prima Coloritura (colore e partitura) di la pittrice Ana Placencia | Musica solista (Multimedialità)         |
| 1985 | Güilli Gu, per orchestra e arti visive - obra orchestrale per la seconda Coloritura di Ana Placencia.                                                    | Musica orchestrale (Multimedialità)     |
| 1986 | Fibris, per orchestra | Musica orchestrale                      |
| 1986 | ¡ Oh ... !, per trombetta | Musica solista (trombetta)              |
| 1987 | Melodías de Cámara, orchestra da camera | Musica orchestrale (camera)             |
| 1987 | ¡ Oh ... !, per piano | Musica solista (piano)                  |
| 1987 | Obstinado, per violoncello | Musica solista (violoncello)            |
| 1987 | Obsesiva, per narratore, elettroacustica e orchestra | Música orchestrale (elettroacustica)    |
| 1987 | Introitus, orchestra e coro | Musica orchestrale (coro)               |
| 1988 | Kyrie, per solisti, coro e orchestra | Musica orchestrale (coro)               |
| 1988 | La, per coro e orchestra | Musica orchestrale (coro)               |
| 1989 | A, B, C, D, per quartetto di corde | Musica strumentale                      |
| 1990 | Había una vez, per orchestra da camera e coro | Musica orchestrale (coro)               |
| 1991 | Andante, per sassofono, piano e percussione | Musica strumentale                      |
| 1992 | Obstinado II, per violoncello. | Musica solista (violoncello)            |
| 1992 | Andino IV, per flauto | Musica solista (flauto)                 |
| 1992 | Espacios Invertidos II, per percussione | Musica solista (percussione)            |
| 1993 | Mordente II, per quartetto di clarinetti | Música strumentale                      |
| 1996 | Lieder, per percussione | Musica solista (percussione)            |
| 1997 | Full Moon Business, per orchestra da camera | Musica orchestrale (camera)             |
| 1999 | 24.5 Preludios, per pianoforte | Musica solista (pianoforte)             |
| 2001 | Bailecito, per nastro magnetico | Musica elettroacustica                  |
| 2001 | Fermez les yeux svp, per nastro magnetico | Musica elettroacustica                  |
| 2001 | El llanto del disco duro, per nastro magnetico | Musica elettroacustica                  |
| 2002 | Buñuelos, per trombetta | Musica solista (trombetta)              |
| 2002 | Mandolínico, per mandolino | Musica solista (mandolino)              |
| 2002 | Laúdico, para liuto | Musica solista (liuto)                  |
| 2002 | Laúdico, per chitarra | Musica solista (chitarra)               |
| 2002 | Mandolínico, per chitarra | Musica solista (chitarra)               |
| 2002 | Ta-i-a-o-a, para soprano | Musica vocale                           |
| 2003 | El árbol de los pájaros, ópera per le voci degli strumenti                                                                                               | strumentale (Multimedialità)            |
| 2003 | Il était une fois, per coro | Musica chorale                          |
| 2003 | sol-fa-mi-re-e-do-o-la, per coro | Musica chorale                          |
| 2004 | Pan Comido, per pianoforte e nastro magnetico | Musica solista (elettroacustica)        |
| 2004 | Fermez les yeux svp, per nastro magnetico e film - Filme di Rupert Davies-Cooke                                                                          | Musica elettroacustica (Multimedialità) |
| 2005 | Life Class 2005, per pianoforte, nastro magnetico e film - 4 filmes di Rupert Davies-Cooke                                                               | Musica solista (Multimedialità)         |
| 2005 | Organillo, per organo. | Musica solista (organo)                 |
| 2007 | The Walk, per soprano, nastro magnetico e film - Filme di Rupert Davies-Cooke                                                                            | Musica vocale (Multimedialità)          |
| 2007 | Reflejos en la Noche, per pianoforte | Musica solista                          |
| 2007 | Anónimo, per quartetto di legni | Musica strumentale                      |
| 2007 | Papeleo sin fin, per contratenor | Musica vocal                            |
| 2008 | Ricercare, per 3 percussioni | Musica strumentale                      |
| 2008 | Fuga Atonal I, per oboe d'amore e pianoforte | Musica strumentale (duo)                |
| 2008 | Fuga Atonal I, per oboe e pianoforte | Musica strumentale (duo)                |
| 2008 | Fuga Atonal II, per quartetto di corde | Musica strumentale                      |

### Scritti
- Rodas, Arturo. Análisis de la forma musical de Güilli Gu. Revista Cultura, Banca Centrale di Ecuador, vol IX no.26. Editor: Irving Iván Zapater, settembre/dicembre di 1986: pp 387–402
- Rodas, Arturo. La hora de Mesías Maiguashca, Rivista Opus No. 15, settembre 1987: pp 17–19.
- Rodas, Arturo. Gerardo Guevara en la encrucijada musical, Rivista Opus No. 15, septiembre 1987: pp 20–21.
- Luis H. Salgado: Rivista Opus No.31, Banca Centrale di Ecuador.  Editor:  Arturo Rodas, gennaio 1989.